# Pere Aureolus
Pere o Petrus Aureolus (c. 1280, Gourdon - 10 de gener de 1322, Avinyó) fou un filòsof i teòleg franciscà francès.

## Biografia
Nasqué a la regió d'Aquitània cap a l'any 1280. L'any 1304 estudià a París, on segurament fou deixeble de Joan Duns Escot, tot i que es desconeixen les relacions que pogué tenir amb el Doctor Subtil, al qual s'oposa en diverses tesis. Ensenyà com a lector als estudis generals de Bolonya (1312) i Tolosa (1314). El 1316 tornà a París, on aconseguí el batxillerat i el doctorat en teologia, i ensenyà al Centre de l'Orde (1318-1319). L'any següent el fan provincial d'Aquitània. Nomenat arquebisbe d'Ais de Provença el 1321, mor a Avinyó el gener del 1322.

## Obres
Pere Aureolus escrigué nombroses obres entre les quals cal destacar: Tractatus de principiis naturae, comentari a les Sentències de Pere Llombard, publicat en dues edicions i que és la seva obra mestra i Tractatus de conceptione B. Mariae Virginis, en què es mostra defensor decidit de la Immaculada Concepció.

## Pensament
És un autor de gran personalitat i d'esperit independent, que polemitza amb gairebé tots els autors del seu temps, àdhuc Tomàs d'Aquino i el propi Escot. Els seus mestres preferits són Sant Agustí i Aristòtil, qui també critica. Fins i tot lloa i censura, alhora, Averrois. El seu pensament no pot ser classificat amb l'etiqueta d'una escola concreta. S'anticipa a Guillem d'Occam en algunes tesis, per exemple.
Aureolus parteix del principi ferm i inamovible que tot ésser existent és sempre un ésser individual i que no hi ha cap universal fora de la ment, la qual cosa no impedeix que Déu pogués crear individus que pertanyessin a la mateixa espècie. El concepte és una realitat purament mental, és el representant mental de la cosa coneguda. En el marc del problema dels universals, Aureolus mereix ser definit com un conceptualista i de cap manera com un nominalista. Va tant en contra del realisme moderat dels tomistes com en contra de les formalitats escotistes.
Per a aquest franciscà, la persona humana gaudeix de la prerrogativa de l'autodeterminació. L'home és lliure i no pot ser mediatitzat ni impedit en la seva llibertat ni per agents materials ni per cossos celestes. Déu coneix els actes lliures futurs i tots els esdeveniments, però no com presents sinó d'una manera que prescindeix de les categories temporals del passat, del present i del futur. El poder i la llibertat divines són absoluts i no estan sotmesos a cap llei.